# 加州州立大学长滩分校
」位于美国加利福尼亚州长滩，为加州州立大学系统成员之一，在洛杉矶县和奥兰治县之间。

## 历史
1949年，加州大学长滩分校的前身学校成立，建立者是加州州长厄尔·沃伦，目的是满足洛杉矶县和奥兰治县在二战后日益增多人口的教育问题，自从那时候起，加州大学长滩分校就成为了美国最大学校系统加州州立大学系统之一。
最初，学校的校名叫做“洛杉矶·奥兰治县立学院”，授课老师提供了25个课程，校址在长滩的阿纳海姆路的2个13层公寓。1950年6月，公民投票表决在长滩购买322英亩（130公顷）作为一个永久性的校园，然后学校被称为“长滩州立学院”，购买价格将近1,000,000美元。
截止1960年，学生数量超过10,000人；截止1966年，学生数量达到20,000人。1964年，长滩州立学院更名为长滩加州州立大学，1968年，它被命名为“加州州立大学长滩分校”。
1965年，加州大学长滩分校举办第一届国际雕塑研讨会，第一个如此大规模的研讨会是在美国的学院或大学举行，六个雕塑家来自国外、两个来自美国，他们创造了许多的纪念雕塑摆放在校园。此事引发了美国全国各地的媒体的关注，包括《纽约时报》、《洛杉矶时报》等杂志，并且在美国的杂志和报刊广为传播。
1972年，加州大学长滩分校获得加州州立大学系统地位，连同其他12个大学校园。加州州立大学系统董事会做的决定，根据总人数、对研究生项目的规模、复杂性和多样性的专业和博士学位的数量等各项指标研究后做的提升。
同样在1972年，学校建立了一所大规模的图书馆，一个现代化的六层楼建筑，可以容纳近4000名学生。
1995年，校长罗伯特·马克松发起了私人资助学者计划，提供合格的加州高中生和其他优秀学生四年的全额奖学金，包括学费、书本费、和住房津贴。截至2010年5月，超过1000名学生接受了奖学金。
截至2008年秋季，加州大学长滩分校有37,890学生入读，它是人口最稠密的校园系统。

## 学校建筑

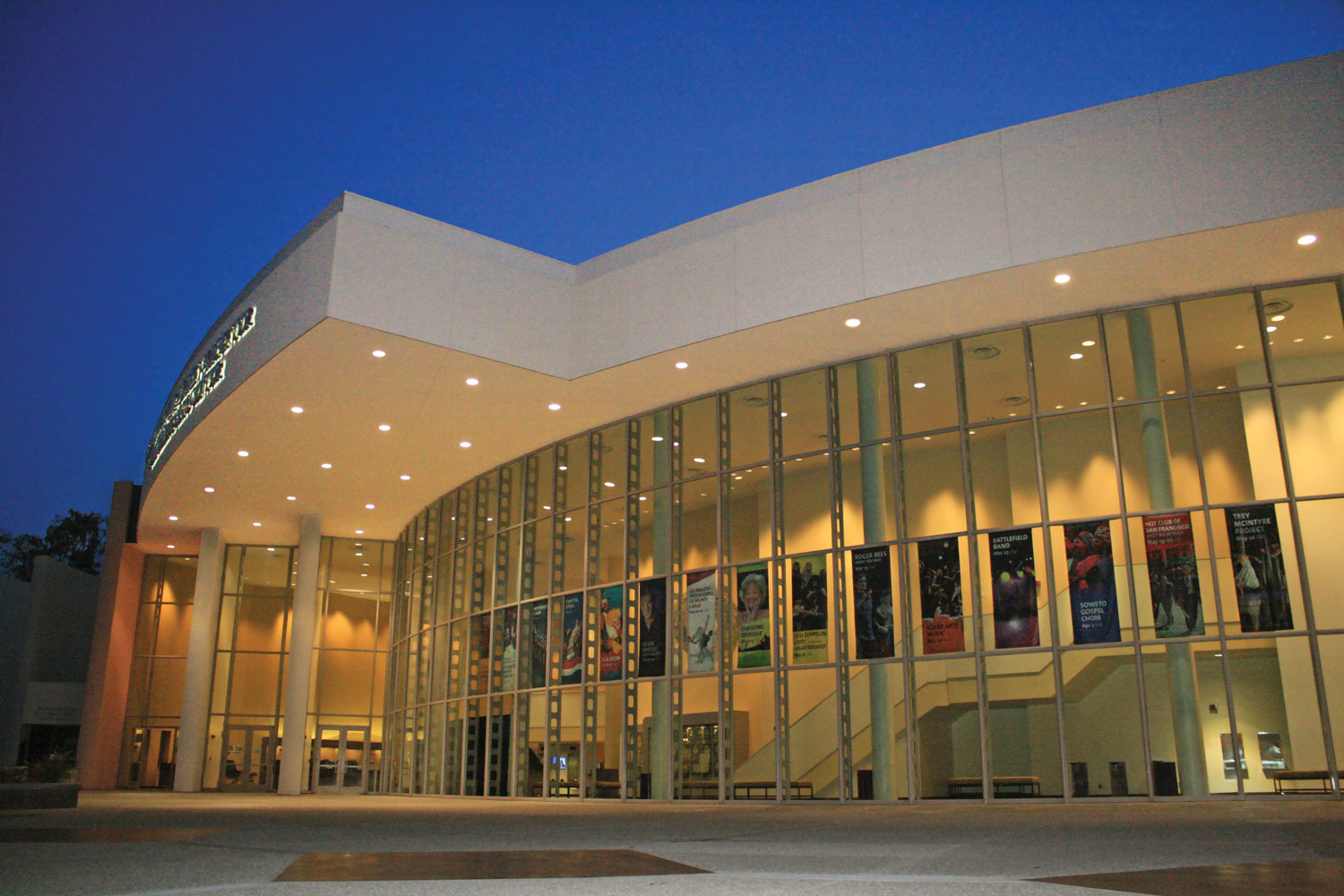
学校建筑。

加州大学长滩分校的校园占地323英亩（131公顷），包括84个建筑，位于太平洋边缘3英里（4.8公里）。它有自己的美国邮政邮编：90840。加州大学长滩分校位于风铃草大道1250号，第七街东向南、东阿瑟顿街向北，风铃草大道向西和加州佛得角大道东部。

### 建筑风格
校园建筑的体系结构主要是国际风格（设计主要是由建筑师爱德华·金斯华斯）和非常简约，而把重点放置在它的景观上。这种自然主义、公园式样布局的校园设计赢得了众多奖项以及其他社会园林项目奖项。近期建设主要是玻璃和砖块风格，集成的景观和建筑显得戏剧化而且复杂：一个浓密的榕树树林这样一种方式，它形成了一个连续的支柱支持林冠在戏院的入口。大学的注册办事处位于开放的庭院里布特曼大厅，这是一个类似“屋顶”的丛林树冠。心理学的建筑也非常出名和人气飙升，艾里庭院种植的桉树高大挺拔，惹人喜爱。

### 校园地标
大学学生联盟建筑位于校园的中心位置。这个三层的玻璃建筑占地约为180,000平方英尺（17000平方米），拥有住房和许多办公室以及提供更多休闲景点，包括一个研究休息室、舞厅、美食广场、一个保龄球馆、一个商场和电影院。
篮球和排球比赛场馆是目前标志性的建筑，十八个沃尔特金字塔（以前称为长滩金字塔）坐落在北校区。金字塔是一种先进的体育场馆，可以容纳超过5000名的观众，包括临时座位和站立的空间。两个部分的室内站都配有大型液压电梯，该建筑可以取消座位升到45度的空中，创建五个排球场或者三个篮球场的空间。
金字塔是南加州的篮球夏季职业联赛所在地，美职篮篮球运动员经常在这里参加比赛。
大学艺术博物馆，在全美国排名前10%，包括全美国6000家博物馆。它的永久藏品主要是抽象的表现主义绘画、纸面作品、一个室外雕塑花园，该建筑始于1966年。
校园还拥有木匠表演艺术中心，一个1074个座位的剧院，建筑取名来自校友理查德和凯伦木匠的名字。
伯恩斯·米勒伯爵是一个日本建筑式样的花园，在其众多风景如画的景点中显得孤独和美丽，花园里有一个大池塘，池塘养着锦鲤。

### 校园的永续发展

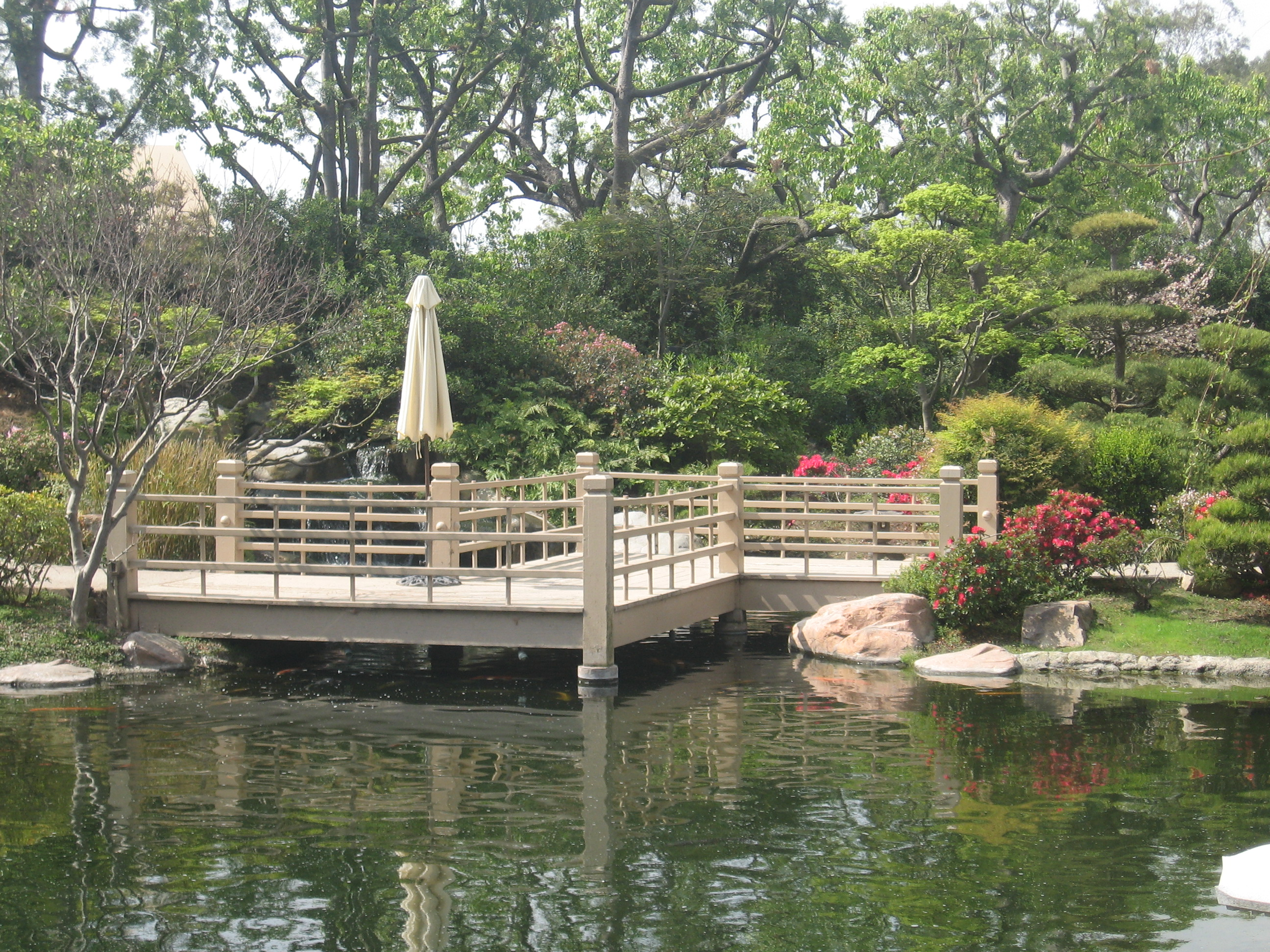
学校建筑，日式花园。

加州大学长滩分校，也在推动支持气候可持续性，2007年在布特曼大厅的建筑和设施安装了太阳能电池板。这所大学已经开始采取措施应对可持续发展的挑战，学生也积极支持政府和组织，如环境科学与政策俱乐部。
环境科学与政策俱乐部，通过俱乐部的活动带来了支持环保意识和可持续性，如沿海大扫除、植物修复工程、会议、演讲。2006年，环境科学与政策俱乐部支持无水便池安装在该大学的男洗手间。环境科学与政策俱乐部每年都举办地球周庆祝，时间是每年四月，包括纪录片放映、讨论、演讲系列。
大学有一个全面的能源管理项目，结合实时计量和节能技术，它提供了一个更复杂的替代方法取代手动关掉电灯，通过自动改变电压到压载装置和减少电力消耗，同时保持适当的照明水平。

### 公共交通
校园是目前服务：
- 长滩交通路线（81、91、92、93、94、171、173、96）
- 奥兰治县运输局（1、50和60）
- 洛杉矶县的纽约大都会运输署（577X）